# Nazionale femminile di calcio di Gibilterra
La nazionale di calcio femminile di Gibilterra è la rappresentativa calcistica femminile internazionale di Gibilterra, gestita dalla Federazione calcistica di Gibilterra.
Al 9 dicembre 2022 la nazionale non rientra nel FIFA/Coca-Cola Women's World Ranking, non avendo ancora disputato partite ufficiali.
Disputò la sua prima partita ufficiale il 4 giugno 2021 in amichevole perdendo in trasferta 4-1 contro il Liechtenstein.
A ottobre 2024 annuncia la propria partecipazione per la prima volta alla UEFA Women's Nations League. Questo sarà il primo torneo internazionale competitivo ufficiale della squadra femminile gibilterriana.

## Partecipazioni al campionato mondiale
- 2019: non partecipante
- 2023: non partecipante

## Partecipazioni al campionato europeo
- 2017: non partecipante
- 2022: non partecipante
- 2025: non partecipante